# If I Die Young
"If I Die Young" là bài hát của ban nhạc thể loại nhạc đồng quê nước Mỹ The Band Perry, do thành viên Kimberly Perry sáng tác. Bài hát đã được phát hành làm đĩa đơn thứ hai của nhóm từ album phòng thu đầu tay The Band Perry, dưới hãng thu âm Republic Nashville ngày 7 tháng 6 năm 2010. Đĩa đơn đã nhận được chứng nhận 2× Bạch kim ở Mỹ, đồng thời nhận được một đề cử hạng mục Bài hát nhạc đồng quê xuất sắc nhất tại giải Grammy lần thứ 53.

## Video âm nhạc
Video âm nhạc cho "If I Die Young" do David McClister đạo diễn, đã lên sóng ngày 27 tháng 5 năm 2010 trên CMT. Mở đầu video là cảnh ban nhạc biểu diễn trong nhà (cũng là hình ảnh xuyên suốt video). Sau đó, máy quay quay đến cảnh hai em trai của Kimberly Berry (hai thành viên của ban nhạc) vác một chiếc canô ra bờ sông. Sau khi cô nằm lên chiếc canô, hai em đưa cô đẩy nó xuống dòng nước. Trong tay cô giữ một tập thơ của Tennyson, trong đó có bài thơ The Lady of Shalott. Mẹ của Kimberly và người yêu cô rất buồn khi biết cô rời xa họ. Cuối cùng, cô bật người dậy khi nhận ra chiếc canô đang bắt đầu chìm. Sau đó hai em trai của cô đã đến cứu cô và cùng cô về nhà. Bà mẹ và người yêu của cô rất vui mừng và tới ôm cô.

## Xếp hạng
"If I Die Young" xuất hiện lần đầu ở vị trí 57 trên bảng xếp hạng Billboard Hot Country Songs ngày 29 tháng 5 năm 2010 và xuất hiện ở vị trí 92 trên Hot 100 ngày 24 tháng 7 năm 2010. Tháng 10 năm 2010, ca khúc bắt đầu lọt vào top 10 Hot Country Songs, và top 20 của Hot 100. Ngày 11 tháng 12 năm 2010, bài hát đã leo đến vị trí dẫn đầu Hot Country Songs, trở thành đĩa đơn quán quân đầu tiên của nhóm trên bảng xếp hạng này.
Đầu năm 2011, bài hát đã được remix với phong cách pop và được phát trên các kênh radio pop. Điều này đã giúp "If I Die Young" trở lại các bảng xếp hạng của Billboard. Ngày 11 tháng 6 năm 2011, ca khúc lọt vào Billboard Pop Songs ở vị trí 36 và Adult Contemporary ở vị trí 29. Tuần phát hành ngày 25 tháng 6, ca khúc trở lại Hot 100 ở vị trí 46, từ đó, nó đạt thứ hạng cao nhất mới là 14.
Ca khúc đã có được 2.000.000 lượt tải về có trả phí tính riêng tại Mỹ, trở thành ca khúc đồng quê thứ 11 trong lịch sử đạt được thành tích này.
| Bảng xếp hạng (2010-11)               | Vị trí cao nhất |
| ------------------------------------- | --------------- |
| Canada (Canadian Hot 100)             | 48              |
| Hoa Kỳ Billboard Hot 100              | 14              |
| Hoa Kỳ Adult Contemporary (Billboard) | 7               |
| Hoa Kỳ Adult Pop Airplay (Billboard)  | 4               |
| Hoa Kỳ Hot Country Songs (Billboard)  | 1               |
| Hoa Kỳ Pop Airplay (Billboard)        | 12              |

| Quốc gia | Cung cấp | Chứng nhận  |
| -------- | -------- | ----------- |
| Hoa Kỳ   | RIAA     | 3× Bạch kim |

## Giải thưởng và đề cử
| Năm  | Giải thưởng                     | Hạng mục                                             | Kết quả   |
| ---- | ------------------------------- | ---------------------------------------------------- | --------- |
| 2011 | Giải Grammy lần thứ 53          | Ca khúc đồng quê xuất sắc nhất — "If I Die Young"    | Đề cử     |
| 2011 | Academy of Country Music Awards | Ghi âm đĩa đơn của năm — "If I Die Young"            | Đề cử     |
| 2011 | Academy of Country Music Awards | Bài hát của năm — "If I Die Young"                   | Đề cử     |
| 2011 | Billboard Music Awards          | Top Country Song — "If I Die Young"                  | Đề cử     |
| 2011 | CMT Music Awards                | Video của năm — "If I Die Young"                     | Đề cử     |
| 2011 | CMT Music Awards                | Video ban nhạc của năm — "If I Die Young"            | Đề cử     |
| 2011 | CMT Music Awards                | USA Weekend Video đột phá của năm — "If I Die Young" | Đoạt giải |
| 2011 | Teen Choice Awards              | Choice Music: Đĩa đơn đồng quê — "If I Die Young"    | Đề cử     |

## Lịch sử phát hành
| Ngày                | Khu vực | Định dạng         |
| ------------------- | ------- | ----------------- |
| 7 tháng 6 năm 2010  | Hoa Kỳ  | Country radio     |
| 24 tháng 5 năm 2011 | Hoa Kỳ  | Mainstream Top 40 |